# Holy Diver (jeu vidéo)
Pour l’article homonyme, voir Holy Diver.
Holy Diver est un jeu vidéo de plate-forme sorti au Japon en 1989 sur Famicom. Le jeu a été développé et édité par Irem. Le jeu fut programmé pour sortir en Amérique du Nord et fut même annoncé dans Electronic Gaming Monthly, mais pour des raisons inconnues il n'est jamais sorti.
Le jeu porte le même nom que le premier album de Dio et le personnage principal est une représentation du chanteur et leader de ce groupe Ronnie James Dio. Le jeu reprend des thèmes assez présent dans la musique de Dio, ainsi qu'une imagerie similaire au clip de Holy Diver. Aussi, à la fin du jeu, on peut voir qu'il y a d'autres références musicales, telles que King Crimson, Slayer ou encore  Zakk W. et Randy R. (Zakk Wylde et Randy Rhoads, ont été guitaristes pour Ozzy Osbourne.)
Bien qu'Holy Diver a été développé par Irem, il ressemble beaucoup à un jeu Konami. Il est assez similaire à Castlevania et un des niveaux reprend des textures ressemblant à celles de Contra.